# Metamysidopsis macaensis
Metamysidopsis macaensis är en kräftdjursart som beskrevs av Silva 1970. Metamysidopsis macaensis ingår i släktet Metamysidopsis och familjen Mysidae. Inga underarter finns listade i Catalogue of Life.